# Mario Chenart

Mario Chenart (né Chénard), né en août 1961 à Lauzon (aujourd'hui Ville de Lévis) et mort le 16 février 2019 à Saint-Eustache, est un auteur-compositeur-interprète québécois.

## Biographie
Né à Lauzon (aujourd'hui Ville de Lévis), Mario Chenart fait ses premières gammes à la clarinette à l’âge de sept ans. Durant son adolescence, au Collège de Lévis, il explore plusieurs disciplines artistiques : théâtre, chant choral, rock progressif, big band... Depuis, les activités pédagogiques accompagnent son cheminement artistique. Écriture, développement personnel et processus créatif occupent une place centrale dans les outils pédagogiques qu’il adresse aux artistes en développement. 
En 1985, il a composé la chanson officielle des Nordiques de Québec intitulée « Nordiques jusqu'au bout » interprétée par lui-même et France Duval en compagnie des trois choristes Élisabeth Vallée, José Paradis, Josée Goulet. 
On a pu l'apprécier sur les scènes du Québec et de la francophonie, telle les Francofolies à La Rochelle. 
« De l’excellente guitare folk. Une technique impressionnante et originale », dit de lui Alain Brunet, journaliste à La Presse à l'occasion d'un article sur le Printemps de Bourges (1er mai 1993). Cette passion, comme sa ferveur à la partager, est soulignée par la Fédération culturelle canadienne-française qui lui décerna en 1999 le Prix de la francophonie canadienne. Récipiendaire du Félix auteur-compositeur de l’année en 1998, et du Prix Québec-Wallonie-Bruxelles de la chanson pour son album Boucler le siècle, Mario Chenart « se construit, pierre par pierre, un beau monument d’estime à travers toute la francophonie » (ADISQ 98).
Il est président de la Société professionnelle des auteurs et compositeurs du Québec (SPACQ) de 2007 à 2012.
Mario Chenart s'intéresse également à la recherche dans le domaine culturel et obtient une maîtrise en Pratiques de recherche et action publique de l'Institut national de la recherche scientifique (INRS). Son mémoire porte sur L’adéquation formation-emploi : Défi singulier pour le travail atypique. Le secteur culturel comme terrain de mobilisation des connaissances en 2017. 
En 2018, l'INRS lui décerne le Prix pour l'innovation pour son « application innovante du modèle de compétences dans le secteur culturel. Dans ses pratiques de transfert de connaissances, il a acquis une expérience d’agent d’interface en médiation culturelle. »
Il est mort à Saint-Eustache le 16 février 2019 des suites d'un cancer.

## Distinctions
- 1999 : Prix de la Francophonie canadienne (Fédération culturelle canadienne-française)
- 1998 : Félix de l’auteur-compositeur de l’année, ADISQ
- 1997 : Prix Québec-Wallonie/Bruxelles de la chanson
- 1993 : Prix spécial du jury, Tremplin du Chorus des Hauts-de-Seine (Paris)
- 1990 : Lauréat ACI, prix de la presse et chanson primée Festival International de la Chanson de Granby

## Discographie
- 2004 : J'ai pas dit mon premier mot
- 1999 : Entre musique et poésie
- 1997 : Gagala, 275-Allô ça m’chante
- 1997 : Boucler le siècle
- 1992 : Chenart